# 假黑龙胆
假黑龙胆（学名：Gentiana franchetiana），又名密枝龙胆，为龙胆科龙胆属的植物，是中国的特有植物。分布于中国大陆的云南、四川等地，生长于海拔1,400米至2,300米的地区，多生在草坡上，目前尚未由人工引种栽培。